# 楊瓊華
楊瓊華（1972年5月28日—），臺灣女演員。

## 電視劇
| 年 份  | 頻 道      | 劇 名                                | 飾 演        |
| 1992年 | 中視       | 花系列《琉璃花》                     | 關哀哀       |
| 1993年 | 華視       | 《封神榜哪吒傳奇》                   | 龍女         |
| 1993年 | 台視       | 《天眼 (台灣電視劇)》                | 多部單元     |
| 1994年 | 中視       | 《桃花女鬥周公》                     | 玉仙         |
| 1994年 | 中視       | 花系列《火鶴》                       | 小娟         |
| 1995年 | 台視       | 《香帥傳奇》                         | 秋心         |
| 1995年 | 台視       | 《秦始皇的情人》                     | 彤酈         |
|        | 台視       | 《玫瑰瞳鈴眼》                       | 多部單元     |
| 1996年 | 中視       | 《台北灰姑娘》                       | 陳娟美       |
| 1997年 | 民視       | 《星座女人系列》 雙子座              | 王秀芳       |
| 2000年 | 八大戲劇台 | 《鬼屋傳奇》-民生東路自殺大廈        | 郁心         |
| 2000年 | 八大第一台 | 《第一劇場》                         | 單元演出     |
| 2005年 | 台視       | 《海誓山盟》                         | 魏莎麗       |
| 2005年 | 三立台灣台 | 《鳥來伯與十三姨》                   | 阿玉         |
| 2007年 | 三立台灣台 | 《我一定要成功》                     | 周桂枝       |
| 2008年 | 民視       | 《愛》                               | 楊瑞華       |
| 2008年 | 台視       | 《懷玉傳奇 千金媽祖第3单元：大食国》 | 海麗         |
| 2009年 | 台視       | 《嘉慶君遊台灣第4单元：真命天子》    | 林美玉       |
| 2009年 | 三立台灣台 | 《戲說台灣》電母掠閃電賊             | 電母         |
| 2012年 | 三立台灣台 | 《女人花》                           | 阿珍         |
| 2015年 | 民視       | 《廉政英雄 販嬰集團》                | 林紫涵       |
| 2016年 | 民視       | 《春花望露》                         | 王美雀(客串) |
| 2017年 | 台視       | 《花甲男孩轉大人》                   | 蔡明華       |
| 2017年 | 三立台灣台 | 《戲說台灣》七世夫妻緣               | 阿英         |
| 2018年 | 三立台灣台 | 《戲說台灣》曹公鬥龍母               | 天池         |
| 2018年 | 三立台灣台 | 《戲說台灣》張仙送子                 | 玉華         |
| 2019年 | 三立台灣台 | 《戲說台灣》范王爺破連環劫           | 鄭翠娥       |
| 2019年 | 三立台灣台 | 《戲說台灣》水仙女轉乾坤             | 林王好       |
| 2019年 | TVBS歡樂台 | 《女兵日記女力報到》                 | 方美倩       |
| 2020年 | 三立台灣台 | 《戲說台灣》赤面的咒懺               | 郭素琴       |
| 2020年 | 三立台灣台 | 《天之驕女》                         | 劉美嬌       |
| 2020年 | MyVideo    | 《記憶浮島》                         | 子涵媽       |
| 2021年 | 三立台灣台 | 《戲說台灣》孟婆化頑石               | 陳素秋       |
| 2022年 | 三立台灣台 | 《戲說台灣》痘神飼契子               | 王桂英       |
| 2023年 | 三立台灣台 | 《戲說台灣》無頭轎三尪女             | 張金花       |
| 2023年 | 大愛電視台 | 《搜尋者》                           | 林陳阿嬤     |
| 2023年 | 三立台灣台 | 《天道》                             | 張妙春(客串) |
| 2024年 | 民視       | 《愛的榮耀》                         | 吳阿麗       |

## 主持作品
| 頻 道 | 節目                     |
| 超視  | 《统一企业抽奖现场直播》 |
|       | 《苦苓晚点名》           |
| 八大  | 《胆大包天》             |
| 歐棚  | 《冲破鬼门关》           |

## 外部連結
- 楊瓊華的Facebook專頁